# Années 890
Les années 890 couvrent la période de 890 à 899.

## Événements
- 889-893 : les Petchénègues, qui nomadisaient entre le fleuve Oural et la Volga sont chassés vers l’ouest par une attaque conjointe des Khazars et des Oghouz ; ils occupent la « Levédia », au nord de la mer d’Azov, habitat primitif des Magyars, puis vers 900 l’Etelköz, entre  l’embouchure du Dniepr et le delta du Danube, d’où ils chassent à nouveau les Magyars vers le bassin des Carpates[1].
- 889-910 : règne du roi khmer Yasovarman Ier au Cambodge. Généralisation dans l'espace contrôlé par Angkor du système des cités hydrauliques[2].
- 890-935 : la monarchie et les institutions gouvernementales du Silla déclinent, et les dirigeants régionaux deviennent plus puissants aux dépens de la capitale ; les trois anciens royaumes de Corée émergent à nouveau dans la péninsule[3].

- 892 : en conséquence de la famine qui sévit en Francie occidentale, la grande armée des Normands quitte le continent pour s'établir dans le Kent, en Angleterre[4]. Le roi du Wessex Alfred le Grand organise la défense méthodique de son territoire. Il rallie tous les Anglais « libres » et met sur pied une armée dont la moitié, par roulement, est toujours active. Il élève une série de forteresses occupées en permanence par des garnisons. Elles servent de point de refuge pour la population, qui en échange pourvoit à leur entretien et fournit des hommes d’arme. Enfin il équipe une flotte. Il entre en campagne et remporte une série de victoires sur les Danois de 892 à 896[5].
- Vers 893 : le prêtre Grimlaïc rédige une règle des reclus à la demande du pape Formose[6]. Elle n’autorise l’érémitisme que pour certaines personnes afin d’en écarter les fous et les déséquilibrés.

La Bulgarie de Siméon (893-927).

- 893-927: apogée du premier royaume bulgare sous le règne de Siméon Ier[7].
- 895-900  : construction du bateau viking de Gokstad, utilisé comme sépulture en 910-920[8].

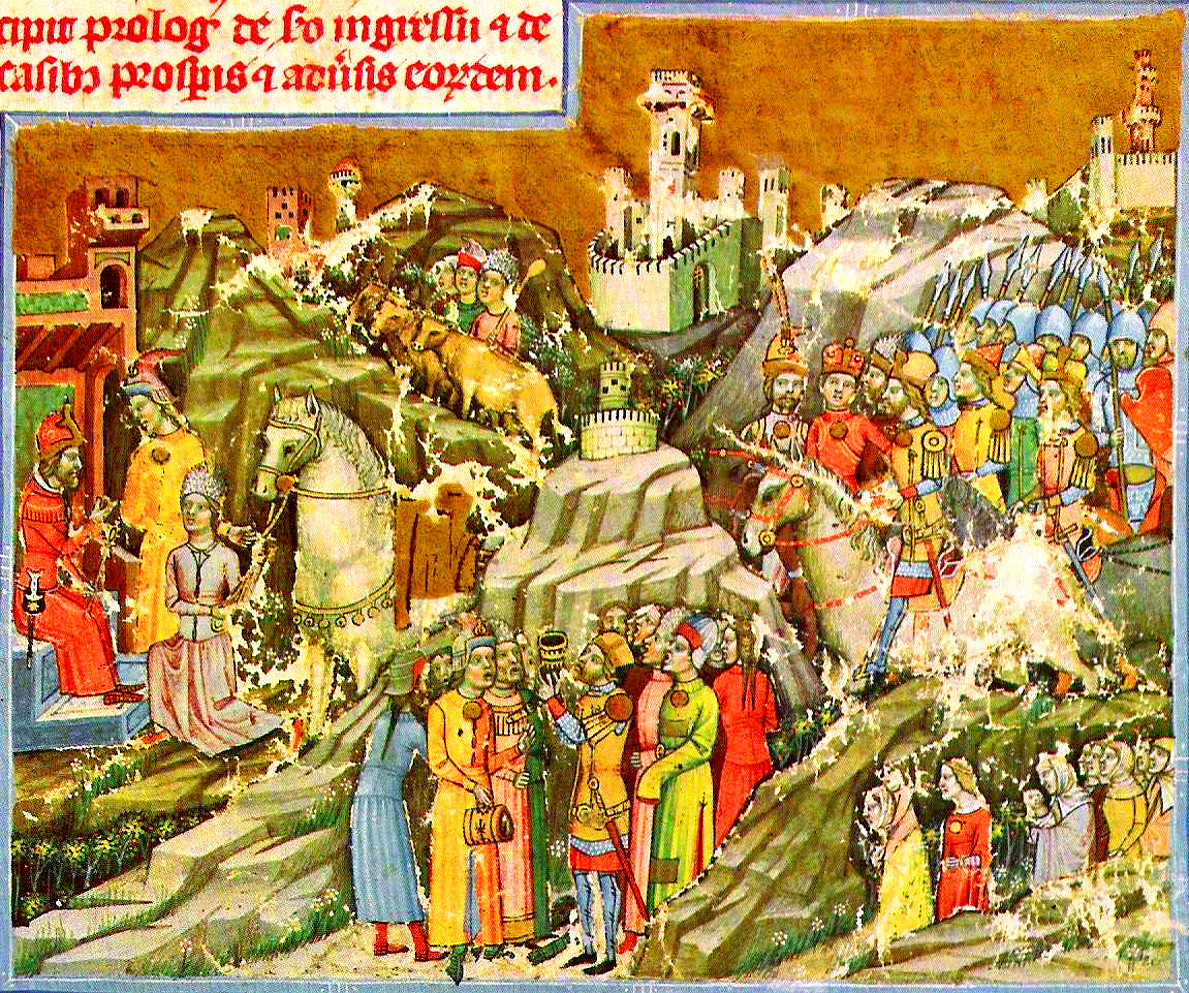
Arrivée des Magyars dans le bassin des Carpates, miniature du Chronicon Pictum, 1360.

- 895-896 : les Magyars rejetés du bas Danube par les Petchenègues, atteignent les Carpates puis s’installent dans la plaine danubienne. Ils cherchent dans la plaine de Pannonie des pâturages riches pour leurs chevaux. Les populations de la plaine, moraves ou slaves, sont peu nombreuses, estimées à trois habitants au km², soit deux cent mille habitants au total. Les tribus magyares et kabares (tribu turque apparentée aux Khazars) auraient compté 400 000 hommes. Les Hongrois s’établissent en « clans » de familles riches, entourés de leurs esclaves. Chaque année, entre 899 et 970, les Hongrois mènent 47 expéditions militaires attestées par des sources écrites, soit de leur propre initiative, soit appelés par des chefs militaires. Décrits par des voyageurs arabes comme des semi-nomades assez opulents, ils disposent d’une armée redoutable et mobile. Ils entretiennent des relations commerciales avec Kiev (969) et capturent des Slaves pour les vendre comme esclaves dans les ports byzantins[9].

## Personnages significatifs
Alain Ier de Bretagne
- Alfred le Grand
- Al-Mutadid (Abbasside)
- Arnulf de Carinthie
- Árpád de Hongrie
- Bořivoj Ier de Bohême
- Charles III de France
- Étienne VI (pape)
- Guy de Spolète
- Harald Ier de Norvège
- Louis III l'Aveugle
- Richard II de Bourgogne
- Rollon